# Anders Axelson
Anders Emil Walentin Axelson (i riksdagen kallad Axelson i Fagerås), född 10 november 1910 i Frykeruds församling, Värmlands län, död 13 april 1994 i Frykerud, var en svensk tjänsteman och politiker (folkpartist). 
Anders Axelson, som var son till en lantbrukare, arbetade som ombudsman för Folkpartiets länsförbund i Värmlands län 1944–1976. Han var också styrelseledamot i Frykeruds lokalavdelning av Sveriges frisinnade ungdomsförbund 1931–1932 och ordförande i Frykeruds folkpartiavdelning 1958–1971. Han var ledamot i Värmlands läns landsting 1951–1982 och var vice ordförande i förvaltningsutskottet 1970–1974. Vid sidan av partipolitiken var han även aktiv i Blåbandsrörelsen.
Han var riksdagsledamot i första kammaren för Värmlands läns valkrets 1969–1970 och var då bland annat suppleant i allmänna beredningsutskottet. I riksdagen engagerade han sig bland annat i regionalpolitik och i nykterhetsfrågor.